# Argentinadraco
Argentinadraco (nombre que significa "dragón de Argentina") es un género extinto de pterosaurio azdarcoideo que vivió durante el Cretácico Superior en lo que hoy es  Argentina. Solo abarca a una especie, A. barrealensis, nombrada en 2017 por Alexander Kellner y Jorge Calvo. Argentinadraco es inusual por poseer una mandíbula cuya parte inferior posee un borde cóncavo, así como un par de crestas y depresiones en su superficie superior. Estos rasgos lo distinguen de todos los demás grupos de azdarcoideos, complicando su clasificación, aunque bien podría pertenecer a la familia Azhdarchidae. Las crestas de la mandíbula pueden haber sido usadas para alimentarse de pequeños invertebrados en sedimentos blandos dentro del sistema de lagos y ríos en los que residía.

## Descubrimiento y denominación

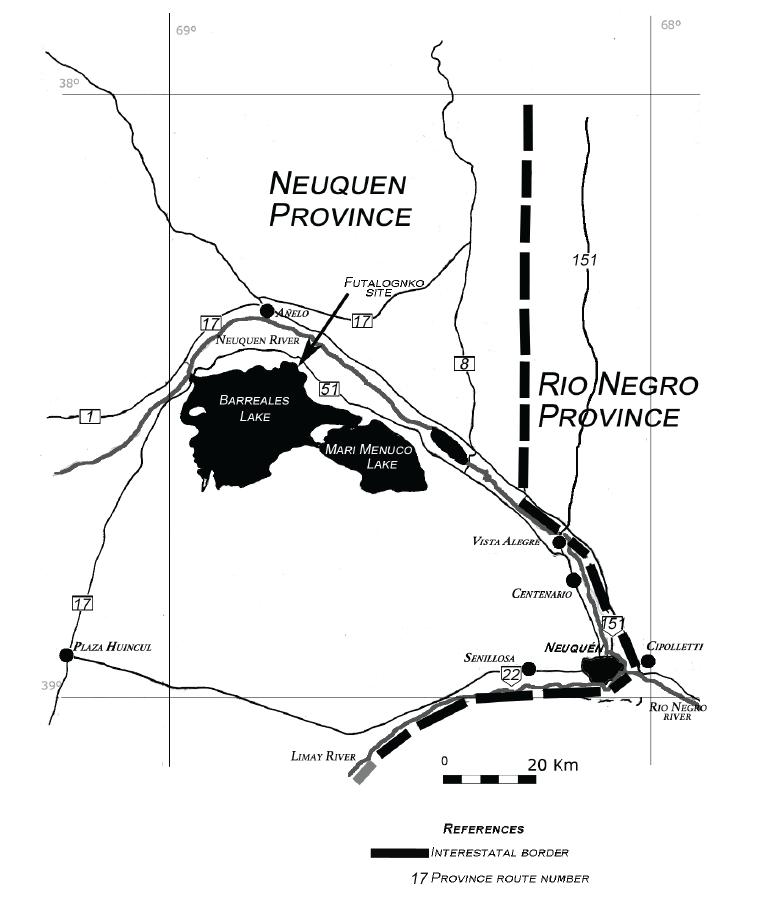
Mapa mostrando la ubicación de la cantera Futalognko.

Argentinadraco es conocido a partir de una sola mandíbula parcial, a la que le falta el extremo posterior. El espécimen además se halla comprimido, especialmente cerca de la punta de la mandíbula. Catalogado como MUCPv-1137 en el Centro Paleontológico Lago Barreales (CePaLB) de la Universidad Nacional del Comahue, fue hallado en capas de arenisca amarilla y lutita roja/verde dentro de la cantera Futalognko, la cual se localiza en la costa norte del Lago Los Barreales. La cantera se halla a 90 kilómetros al noroeste de Neuquén, en la provincia de Neuquén, Patagonia, Argentina. Los depósitos expuestos en el sitio pertenecen a la Formación Portezuelo, una parte del llamado Grupo Neuquén el cual data de las épocas del Turoniense o Coniaciense del período Cretácico.
Alexander Kellner, Jorge Calvo, Juan Porfiri y Domenica dos Santos describieron brevemente el espécimen en un resumen en el Cuarto Congreso Latinoamericano de Paleontología de Vertebrados, en 2011. Kellner y Calvo continuaron con la descripción y nombraron formalmente al espécimen en 2017. El nombre del género Argentinadraco se deriva de Argentina junto con el sufijo -draco, derivado de la palabra latina para "dragón", mientras que el nombre de la especie barrealensis es una referencia a la localidad del Lago Los Barreales.

## Descripción
El tamaño de Argentinadraco es difícil de estimar, pero el segmento preservado de la mandíbula mide 259 milímetros de largo. La sínfisis mandibular era probablemente muy larga, abarcando algo más del 50% de la longitud total de la mandíbula en vida. El tejido óseo denso externo es delgado, y los huesos de la mandíbula están extensamente fusionados, lo cual caracteriza a Argentinadraco como un pterosaurio derivado (especializado).
Mientras que el margen superior de la mandíbula es recto, como en los miembros de Azhdarchidae, el margen inferior de la sínfisis es alto (con 44 milímetros de altura) en la parte posterior pero se hace más delgado en el frente, haciéndolo marcadamente cóncavo. Esto pone a Argentinadraco aparte de otros miembros de Azhdarchoidea. El margen inferior entero es romo y engrosado. Además tiene de manera inusual, una pequeña cresta a lo largo de la parte cóncava del margen inferior, si bien esta no es tan desarrollada como las crestas de Tapejaridae.
La superficie superior de la sínfisis está bordeada por márgenes externos romos (a diferencia de los márgenes afilados de Thalassodromeus), separados por una estrecha depresión. Esta depresión se convierte en una plataforma cóncava en la parte posterior de la mandíbula, y se encuentra curiosamente flanqueada por un par de crestas bien desarrolladas incrustadas desde los verdaderos márgenes externos. Las crestas están separadas de los márgenes externos por depresiones estrechas. Muchos otros pterosaurios desdentados tenían una superficie simplemente aplanada o cóncava. Hay un pequeño agujero poco profundo, o fosa, en la parte posterior de la sínfisis, causada por finalizar en dos segmentos como en Caupedactylus y Quetzalcoatlus.

## Clasificación

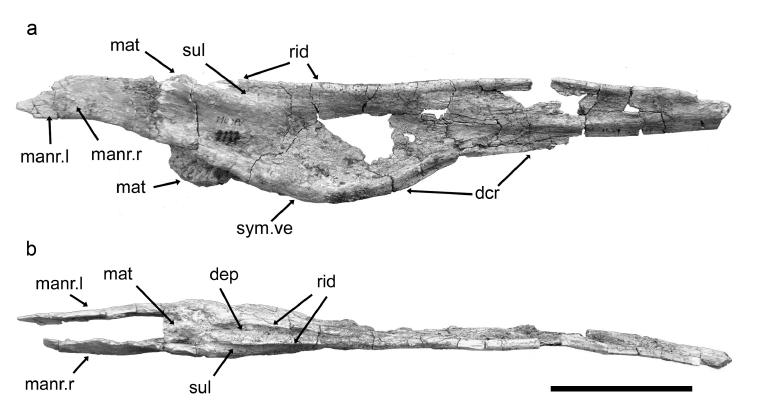
Los restos de mandíbula del holotipo.

Aunque Argentinadraco al ser desdentado se sitúa claramente dentro del grupo Dsungaripteroidea, más específicamente en la superfamilia Azhdarchoidea, su clasificación precisa en este grupo es más elusiva. Las mandíbulas de Thalassodrominae, Chaoyangopteridae y Azhdarchidae tienden a ser muy similares o bien a diferenciarse radicalmente dentro del mismo grupo. Las proporciones de la parte frontal de la mandíbula de Argentinadraco se parecen a las del azdárquido Zhejiangopterus, y los chaoyangoptéridos Chaoyangopterus y Shenzhoupterus.
Sin embargo, Argentinadraco tiene diferencias con estos tres grupos. Su mandíbula es más robusta y corta que la de Quetzalcoatlus y algunos otros azdárquidos. El extremo posterior alto y los bordes romos en la superficie superior lo separan también de los talasodrominos y los chaoyangoptéridos. Aunque el talasodromino Tupuxuara tenía una cresta en el margen inferior de su mandíbula, esta no posee la depresión poco profunda en su superficie superior. Kellner y Calvo asignaron tentativamente a Argentinadraco a la familia Azhdarchidae con base en su procedencia. Si bien podría representar un grupo completamente nuevo, esto resulta difícil de comprobar.
Aun así, Argentinadraco puede ser excluido con seguridad de los grupos Pteranodontidae, Nyctosauridae yTapejarinae, los otros grupos de pterosaurios dsungaripteroides desdentados. La parte trasera de la sínfisis en Argentinadraco es alta como en los pteranodóntidos, pero su punto más alto se sitúa más hacia adelante; la plataforma de la sínfisis es además inclinada hacia abajo en lugar de estar arqueada como en los pteranodóntidos, y el extremo con dos segmentos de la sínfisis es un rasgo que no ha sido visto en los pteranodóntidos. Los nictosáuridos tienen una plataforma adicional en la sínfisis, y el margen superior de su mandíbula se curva hacia arriba. Finalmente, Argentinadraco no tiene una mandíbula inclinada hacia abajo, un margen superior en pendiente, o una cresta alta, los cuales son rasgos que caracterizan a los tapejarinos, y su mandíbula es mucho menos robusta.

## Paleobiología

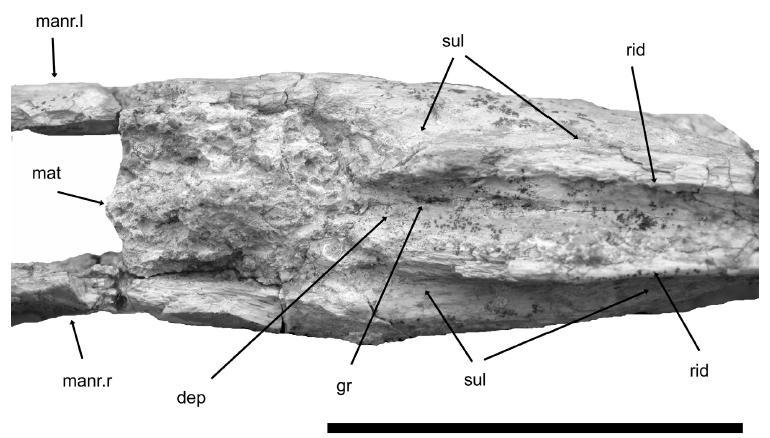
Acercamiento de las crestas y depresiones de la parte posterior en la mandíbula preservada.

La combinación inusualmente elaborada de crestas y depresiones en la superficie superior de la mandíbula de Argentinadraco sugiere que la mandíbula se engranaba con el maxilar de alguna forma. Entretanto, tal como se ha inferido para Pteranodon, la altura de la parte posterior de la sínfisis sugiere que alcanzaba grandes fuerzas de mordida. Kellner y Calvo han sugerido de forma especulativa que Argentinadraco usaba su peculiar mandíbula para surcar entre el sedimento suelto en los ríos o lagos de su ambiente, lo que le permitiría alimentarse de invertebrados pequeños tales como crustáceos. Ellos interpretaron que este estilo de vida sería consistente con los hábitos terrestres de alimentación de los azdárquidos.

## Paleoecología
Se ha recuperado una diversa asociación de animales en la cantera Futalognko, la cual representa un depósito continental. Esta fue depositada en un ambiente húmedo, y correspondería a un sistema de ríos con meandros. Argentinadraco en particular probablemente se preservó tras haber quedado atrapado en una barra de meandro por un flujo de agua de baja energía. Los pterosaurios son raros en la cantera Futalognko, pero se han hallado restos (incluyendo un cúbito) que se han asignado anteriormente a los Azhdarchidae. Entre los dinosaurios se incluyen los terópodos Megaraptor y Unenlagia (además de dientes de dromeosáuridos y carcarodontosáuridos), el saurópodo Futalognkosaurus, y ornitópodos iguanodontianos indeterminados.
Adicionalmente, también se ha hallado a un crocodilomorfo similar a Comahuesuchus en Futalognko, así como dientes de peirosáuridos. También se han encontrado tortugas del grupo Pelomedusoidea. Los peces incluyen un miembro pequeño de Euteleostei, dos miembros de Clupeomorpha y un miembro de Semionotidae, conocidos a partir de escamas. Hay hallazgos de bivalvos de agua dulce en Futalognko. Finalmente, los fósiles de plantas predominantes son de angiospermas, específicamente dicotiledóneas, además se conocen hojas y cuerpos fructuosos de gimnospermas junto a coníferas.